# 卡德希 (加利福尼亚州)
卡德希（英語：Cudahy）是美国加利福尼亚州洛杉矶县下属的一座城市。建市于1960年11月10日，面积大约为1.18平方英里（3.1平方公里）。根据2010年美国人口普查，该市有人口23,805人。